# Ånimskogs församling
Ånimskogs församling var en församling i Karlstads stift och i Åmåls kommun. Församlingen uppgick 2010 i Åmåls församling.

## Administrativ historik
Församlingen har medeltida ursprung. 
Församlingen var till 1885 annexförsamling i pastoratet Tösse, Tydje (till omkring 1870) för att därefter utgöra ett eget pastorat. Från 1962 till en tidpunkt före 2006 var församlingen annexförsamling i pastoratet Tösse med Tydje och Ånimskog för att därefter till 2010 vara annexförsamling i pastoratet Åmål, Mo, Tösse med Tydje och Ånimskog. Församlingen uppgick 2010 i Åmåls församling.

## Kyrkor
- Ånimskogs kyrka